# سلاف عسيري
سلاف أحمد عسيري ( مواليد 8 يونيو 2007) هي لاعبة كرة قدم محترفة سعودية، تلعب في مركز الهجوم مع نادي القادسية في الدوري السعودي الممتاز للسيدات. انضمت إلى القادسية في سن الخامسة عشرة عام 2023، ومثّلت منتخب السعودية على المستوى الدولي للشباب.

## مسيرتها الكروية
عقب استحواذ نادي القادسية على نادي المتحد، كانت سلاف من بين الرائدات في أول تشكيلة للفريق على الإطلاق. افتتحت سجلها التهديفي مع النادي في كأس الاتحاد السعودي للسيدات 2024–25، وذلك في دور الـ16 أمام الأمل في 18 أكتوبر 2024.

## مسيرتها الدولية
بعد تدشين منتخب السعودية لكرة القدم للسيدات تحت 20 سنة في ديسمبر 2023، اُختيرت سلاف ضمن قائمة الفريق للمعسكر التدريبي الافتتاحي في الرياض. في نوفمبر 2024، استُدعيت لقائمة منتخب تحت 18 سنة للمشاركة في بطولة اتحاد غرب آسيا تحت 18 سنة للفتيات 2024 في العقبة، الأردن.

## إحصائيات

### النادي
آخر تحديث 31 يناير 2025. 
| النادي        | الموسم        | الدوري         | الدوري    | الدوري  | الكأس     | الكأس   | المجموع   | المجموع |
| النادي        | الموسم        | الدرجة         | المشاركات | الأهداف | المشاركات | الأهداف | المشاركات | الأهداف |
| ------------- | ------------- | -------------- | --------- | ------- | --------- | ------- | --------- | ------- |
| القادسية      | 2023–24       | الدوري الممتاز | 6         | 0       | —         | —       | 6         | 0       |
| القادسية      | 2024–25       | الدوري الممتاز | 13        | 2       | 2         | 2       | 15        | 4       |
| المجموع الكلي | المجموع الكلي | المجموع الكلي  | 19        | 2       | 2         | 2       | 21        | 4       |

## روابط خارجية
- سلاف عسيري في Soccerdonna.de